# کورسیکانا (تگزاس)
کورسیکانا، تگزاس(به انگلیسی: Corsicana, Texas) شهری در ایالت تگزاس از ایالات جنوبی ایالات متحده آمریکا است. در سرشماری سال ۲۰۰۰، جمعیت این شهر ۲۴۴۸۵ نفر اعلام شد.